# Marcus Aemilius Lepidus (consul in 78 v.Chr.)
Marcus Aemilius Lepidus (120 - 77 v.Chr.) was een Romeins staatsman en consul in het jaar 78 v.Chr. Tijdens zijn vroege carrière stond hij bekend als een aanhanger van de partij van Gaius Marius, maar zou later overstappen naar die van Lucius Cornelius Sulla. Hij werd propraetor van Sicilië en verwierf daar grote rijkdom. In 78 v.Chr. werd hij consul samen met Quintus Lutatius Catulus. Hij verzette zich tegen de maatregelen getroffen door Sulla en kwam zo in conflict met zijn medeconsul, die een fervent aanhanger van Sulla was. Na zijn consulaat leidde Lepidus een opstand tegen Rome. Hij was vader van de latere gelijknamige triumvir en van Lucius Aemilius Lepidus Paullus (consul van 50 v.Chr.). Over zijn geboortedatum bestaat onzekerheid. Hij stierf in 77 v.Chr. in Sardinië na de nederlaag tegen Catulus en Gnaeus Pompeius Magnus.

## Vroege leven en carrière
Marcus Aemilius Lepidus was wellicht de zoon van Quintus Aemilius Lepidus en kleinzoon van Marcus Aemilius Lepidus (consul in 158 v.Chr.). Over zijn geboorte en jeugd is weinig bekend. Over zijn vroege leven en carrière bestaat er meer informatie. Hij is getrouwd met Apuleia, een dochter van Lucius Appuleius Saturninus, van wie hij later zou scheiden, wellicht om politieke redenen. Zijn huwelijk met Apuleia en zijn steun aan Lucius Cornelius Cinna tonen aan dat Lepidus tijdens zijn vroege carrière een aanhanger was van de ‘populares’ en behoorde tot de factie van Marius. Hij diende eveneens als militair tribuun onder Gnaeus Pompeius Strabo, samen met Gnaeus Pompeius Magnus en Dollobella. Later zou hij van kamp wisselen en Sulla steunen tegen de opstand van zijn voormalige schoonvader. Mogelijk won hij de slag bij Norba voor Sulla, alhoewel dat in twijfel wordt getrokken. Onder Sulla werd hij praetor in Rome en nadien propraetor van Sicilië. Gedurende zijn gouverneurschap zou hij gebruikmaken van de proscripties van Sulla om grote rijkdom te verwerven. Die rijkdom zou hem in staat stellen een huis te bouwen in Rome, welke als een van de mooiste van Rome werd beschouwd, en te beginnen met de renovatiewerken van de Basilica Aemilia. Uiteindelijk zou, naar aanleiding van zijn beleid in Sicilië, een rechtszaak tegen hem worden aangespannen.

## Consulaat
Toen Sulla zich terugtrok, stelde Lepidus zich kandidaat voor het consulaat van 78 v.Chr., tegen de wil van Sulla en met de steun van Pompeius Magnus. Hij werd verkozen, samen met Quintus Lutatius Catulus. Gedurende zijn consulaat zou hij zich afzetten tegen de politiek van Sulla, wat hem in conflict bracht met Catulus, die een trouwe aanhanger van Sulla was, en de senaatspartij. Zo wilde hij de staatsbegrafenis van Sulla trachten te verhinderen. Deze zou toch doorgaan, mede door de steun van Pompeius. Verder zou hij graanwetten doorvoeren en de proscripties van Sulla herroepen. Hij wilde eveneens het volkstibunaat opnieuw instellen, maar stootte daarbij op hevige weerstand van Catulus en de senaatspartij. Het is opmerkelijk dat Lepidus zich tijdens zijn consulaat lijnrecht opstelde tegen de maatregelen getroffen door Sulla en eveneens tegen Catulus en de senaatspartij. Dat kan erop wijzen dat Lepidus eerder vanuit pragmatische overweging het kamp van de ‘populares’ koos en zich op die manier wenste te profileren op politiek vlak. Zoals reeds aangehaald, had hij in het verleden gebruikgemaakt van de proscripties en van de macht die Sulla hem toebedeelde om rijkdom te vergaren. Toch kunnen zijn vroegere banden met de volkspartij een zeker idealisme niet uitsluiten. Door zijn houding tegenover zijn medeconsul ontstond een conflict waarvan de senaat vreesde dat dat zou kunnen leiden tot een nieuwe burgeroorlog. Daarom lieten ze beide consuls een eed zweren gedurende het consulaat de wapens niet tegen elkaar op te nemen. Alhoewel Lepidus zich duidelijk manifesteerde als een eerder volksgericht politicus, werd hij niet gezien als een grote bedreiging. Beide consuls hielden zich aan hun eed en beëindigden hun termijn, waarna Lepidus proconsul werd van Gallia Transalpina, mogelijk ook van Gallia Cisalpina en Illyricum.

## Opstand in Etruria, mars naar Rome en vlucht naar Sardinië
De eerste eeuw v.Chr. werd gekenmerkt door een grote instabiliteit in heel het Romeinse Rijk, waarvan de burgeroorlog tussen Marius en Sulla het bekendste voorbeeld is. Toch was na de dictatuur van Sulla het geweld niet geluwd. Tijdens het consulaat van Lepidus waren er drie burgeroorlogen aan de gang, onder andere een van Quintus Sertorius in Spanje en een andere in Etruria. Tijdens zijn consulaat associeerde Lepidus zich niet met de opstanden, aangezien hij een eed had gezworen geen wapens op te nemen. Maar toen hij zijn consulaat eenmaal had beëindigd, vertrok hij niet naar Gallia Transalpina, maar sloot hij zich aan bij de opstand in Etruria. Wellicht had hij die opstand niet georganiseerd, maar door zijn houding tijdens zijn consulaat was hij de uitgelezen leider voor de opstand. Zijn legaat, Marcus Iunius Brutus (vader van de moordenaar van Caesar), stuurde hij naar Gallia om daar een leger op te richten. Die bedreiging werd door de senaat serieus genomen en Lucius Marcius Philippus riep de senaat op Lepidus als vijand van de staat te beschouwen en Rome tegen hem te beschermen. De legers werden aangevoerd door Lepidus’ oude tegenstander Catulus en door zijn vroegere medestander Pompeius. Lepidus zou uiteindelijk openlijk in opstand komen en een troepenmacht naar Rome leiden zonder te wachten op de versterkingen van Brutus. Hij werd verslagen op het Campus Martius. Vervolgens trok Pompeius naar Gallia om daar Brutus in Mutina te belegeren, waarbij Brutus zich overgaf aan Pompeius. Verder wordt er weinig gezegd wordt over het militaire conflict. Na de overgave werd Brutus terechtgesteld, en ook Cornelius Scipio Aemilianus (Lepidus’ adoptiezoon) sneuvelde in de strijd met Pompeius. Na Lepidus’ nederlaag vluchtte hij naar Etruria, gevolgd door Catulus. Daardoor werd hij gedwongen naar Sardinië te vluchten. Over het verloop van zijn leven op Sardinië staat weinig vast. Waarschijnlijk wilde hij zich op het eiland hergroeperen. Ook is er een vermelding van een slag tegen Lepidus op Sardinië. Uiteindelijk zou hij daar sterven; de doodsoorzaak werd niet verder beschreven. Met de nederlaag werd de opstand in Etruria de kop ingedrukt. Ook in Gallia werd het leger van Brutus onderworpen. Een deel van de rebellen en soldaten sloot zich aan bij Sertorius om zijn opstand in Spanje te ondersteunen. Zij zouden later amnestie krijgen, een motie doorgevoerd door Gaius Julius Caesar.

## Impact en nalatenschap op de Romeinse maatschappij
Alhoewel Lepidus slechts weinig maatregelen heeft kunnen doorvoeren en zijn opstand in een totaal fiasco eindigde, had hij een vrij grote impact op de Romeinse maatschappij. Door het falen van zijn opstand bracht hij de “optimates”, ofwel de senaatspartij, sterker in het zadel. Sullaanse aanhangers zoals Catulus en Mamercus Aemilius Lepidus vergrootten hun macht. Verder zou het jaren duren eer het volkstribunaat opnieuw zou worden ingevoerd. Lepidus’ opstand en politieke carrière zijn een getuigenis van de tegenstellingen tussen volk en senaat en kaderen de turbulente situatie van de eerste eeuw v.Chr. in. Lepidus had invloed op personen die in het verdere verloop van de eerste eeuw v.Chr. een belangrijke rol zouden spelen. Pompeius zou hem in eerste instantie steunen, maar later zijn opstand onderdrukken. Het kadert in de vroege militaire overwinningen die Pompeius behaalde en die hem een grote populariteit in Rome zouden opleveren. Het bracht hem eveneens sterker in verband met de senaatspartij. Ook op Caesar had Lepidus een zekere invloed. De jonge Caesar stond bekend als een aanhanger van Marius en tijdens de opstand van Lepidus keerde hij terug naar Rome, alhoewel geen contact tussen hem en Lepidus bekend is. Lepidus had twee zonen die een belangrijke rol zouden spelen in de latere Romeinse politiek. De eerste was L. Aemilius Lepidus Paullus, de latere consul van 50 v.Chr. De andere was Marcus Aemilius Lepidus, de latere triumvir van het tweede triumviraat. Het is niet ondenkbaar dat hun levens en carrière zijn beïnvloed door hun vader en wat hem was overkomen. Hetzelfde kan ook gelden voor Marcus Iunius Brutus en zijn zoon Brutus (de moordenaar van Caesar).